# Eduardo Espínola
Eduardo Espínola (Salvador, 6 de novembro de 1875 — Rio de Janeiro, 1 de maio de 1968) foi um advogado, escritor, magistrado, professor e jurista brasileiro.
Formado em Ciências Sociais pela Faculdade de Direito do Recife e em Direito pela Faculdade de Direito da Bahia, pertenceu à turma de bachareis de 1895.
Foi promotor público, juiz substituto e, já em 1902, por concurso, lente de Ciências do Direito na Faculdade onde se formara.
Em 1917 fundou a Cadeira 16 da Academia de Letras da Bahia, cujo patrono é Nabuco de Araújo, e na qual se sucederam, desde a sua fundação, ele, o jurista Orlando Gomes  e, por último, João Eurico Matta, que foi Bacharel em Direito e Mestre em Administração Pública e Professor Emérito da Universidade Federal da Bahia.  
Em 1919 resolve transferir-se para a então capital da República onde abriu sua banca de advogado.
Pelos seus méritos de jurista, foi nomeado ministro do Supremo Tribunal Federal, por decreto de 6 de maio de 1931, do presidente da República, assumindo em 13 de maio de 1931. Ocupou o cargo vago com a aposentadoria de Pedro Joaquim dos Santos. Aposentado em 25 de maio de 1945, foi sucedido por Antônio Carlos Lafayette de Andrada.
Foi presidente do Supremo Tribunal Federal, no quinquênio 1940 a 1945 quando teve que se aposentar por limite de idade.